# Elaphoglossum boudriei
Elaphoglossum boudriei är en träjonväxtart som beskrevs av John T. Mickel. Elaphoglossum boudriei ingår i släktet Elaphoglossum och familjen Dryopteridaceae. Inga underarter finns listade.